# Gjon
Gjon ist ein männlicher Vorname. Er ist eine albanische Form von Johannes.

## Bekannte Namensträger
- Gjon Buzuku, albanischer katholischer Priester des 16. Jahrhunderts
- Gjon Kastrioti I. († 1437), albanischer Fürst, Gründer des Fürstentums Kastrioti
- Gjon Kastrioti II. (1455–1514), albanischer und süditalienischer Adeliger und dessen Enkel
- Gjon Mili (1904–1984), albanisch-amerikanischer Fotograf

- Gjon Muharremaj (1998), Schweizer Sänger